# Амеранг
Амеранг (нім. Amerang) — громада в Німеччині, розташована в землі Баварія. Підпорядковується адміністративному округу Верхня Баварія. Входить до складу району Розенгайм.
Площа — 39,80 км2. Населення становить 3654 ос. (станом на 31 грудня 2020).